# Fernando Scherer
Fernando Scherer (n. 6 octombrie 1974, Florianópolis, Santa Catarina, Brazilia) este un înotător brazilian, medaliat olimpic. A participat la 3 ediții ale Jocurilor Olimpice (1996, 2000, 2004) în care a câștigat două medalii de bronz.